# Ed White (attore)
Edward White, detto Ed (Bel Air, 17 marzo 1947 – Tijuana, 5 aprile 2004), è stato un attore statunitense.
È noto principalmente per una parte marginale nel film Assassini nati - Natural Born Killers. L'attore è morto di cancro durante un soggiorno in Messico.

## Filmografia
- Knowhutimean? Hey vern, it's my family album! (1983)
- Assassini nati - Natural Born Killers (Natural Born Killers), regia di Oliver Stone  (1994)
- Noi siamo angeli - serie TV (1997)